# Pistola de papas

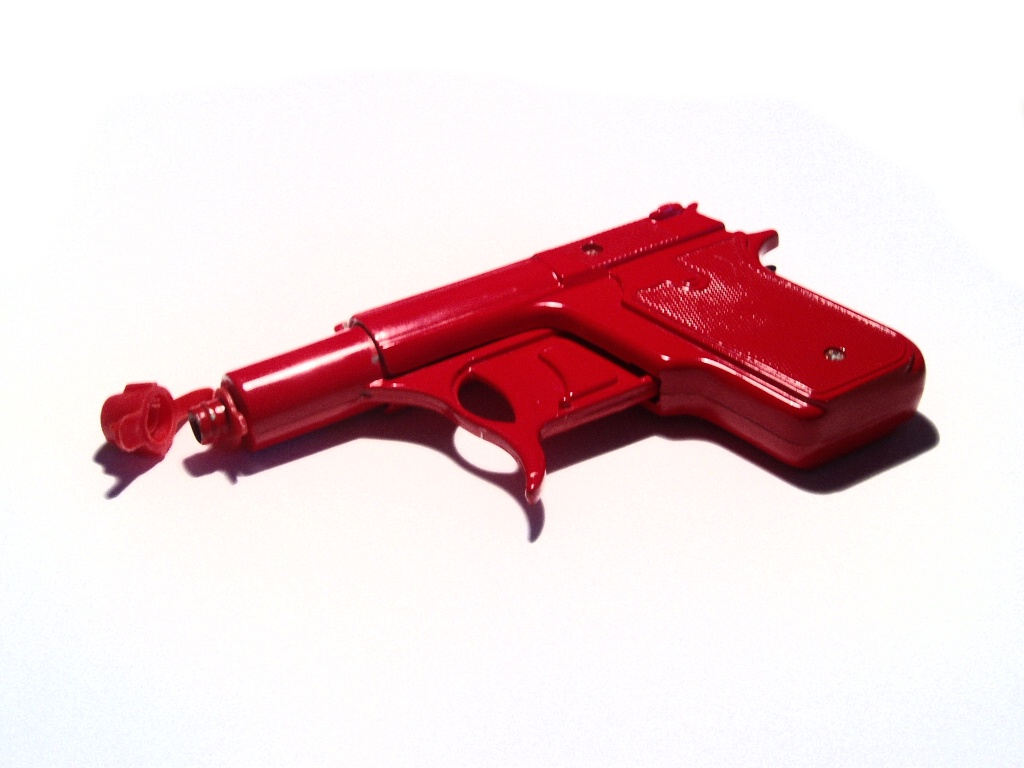
Una típica pistola de juguete de fundición a presión hecha en fábrica. La tapa fijada a la boca del cañón lo convierte en una pistola de agua.

Una pistola de papas o pistola de patatas es una pequeña pistola de juguete que se utiliza para disparar un fragmento de patata o papa. Para operar, se perfora la superficie de una papa con la punta hueca de la pistola y se extrae un pequeño perdigón que encaja en la boca del cañón. Al apretar la empuñadura se produce una pequeña acumulación de presión de aire dentro del juguete que impulsa el proyectil. Los dispositivos suelen ser de corto alcance y baja potencia.

## Historia
La primera pistola de patatas se inventó durante la Gran Depresión. El inventor original vendió su patente a E. Joseph Cossman por 600 dólares estadounidenses  después de la Segunda Guerra Mundial. Cossman, cuñado del "tío" Milton Levine, vendió dos millones de escopetas en seis meses gracias a una campaña publicitaria.
En la Ciudad de México, una empresa llamada WELCO creó un modelo similar de pistola de papas con apariencia metálica. Tomás Welch, un ingeniero químico judío mexicano, desarrolló una pistola lanzapatatas llamada tirapapas.